# Servicio Interconfederal de Mediación y Arbitraje (Fundación SIMA)
El Servicio Interconfederal de Mediación y Arbitraje (Fundación SIMA-FSP) es una fundación del sector público estatal de España, tutelada por el Ministerio de Trabajo y Economía Social y destinada a la gestión de los procedimientos de mediación y arbitraje regulados en el Acuerdo sobre Solución Autónoma de Conflictos (ASAC). Tiene como objeto principal la resolución de cualquier conflicto colectivo laboral cuyo ámbito territorial supere el de una Comunidad Autónoma.
Al mismo tiempo, tiene como misión difundir la mediación y el arbitraje como instrumentos efectivos para la resolución de las controversias laborales al margen de la jurisdicción social.

## Antecedentes
El 25 de enero de 1996 las organizaciones CC.OO., UGT, CEOE y CEPYME suscribieron el I Acuerdo sobre Solución Extrajudicial de Conflictos colectivos laborales (ASEC), publicado en el BOE de 8 de febrero de 1996, al objeto de establecer un sistema resolución de conflictos colectivos laborales alternativo a la vía judicial.
En él se encomendaba al Servicio Interconfederal de Mediación y Arbitraje la gestión de los procedimientos de mediación y arbitraje allí regulados.
El ASEC, cuya vigencia finalizaba el 31 de diciembre de 2000, fue seguido por el ASEC II (BOE de 26 de febrero de 2001), ASEC III (BOE de 29 de enero de 2005), ASEC IV (BOE de 14 de marzo de 2009), ASAC V (BOE de 23 de febrero de 2012) y VI ASAC (BOE de 23 de diciembre de 2020), manteniéndose la Fundación SIMA como gestora de sus procedimientos.

## Funcionamiento
Los procedimientos de mediación y arbitraje del ASAC se rigen por los principios de gratuidad, celeridad, igualdad procesal, audiencia de las partes, contradicción e imparcialidad (artículo 10 VI ASAC).
Las actuaciones del SIMA resultan gratuitas para las partes, al ser sus recursos de naturaleza pública.

## La mediación
En caso de que se suscite un conflicto colectivo laboral de ámbito superior a una Comunidad Autónoma, cualquiera de las partes legitimadas según el ASAC puede presentar ante el SIMA una solicitud de mediación frente a la otra parte en conflicto. Dicho organismo, tras revisar que cumple con los requisitos establecidos en el ASAC (identificación de las partes, objeto del conflicto, ámbito del conflicto, firma y sello, principalmente), iniciará la tramitación del procedimiento cuya duración es, salvo acuerdo de las partes en ampliarlo, de diez días desde su iniciación.
Tras el trámite de designación de mediador/es, las partes son citadas para la comparecencia en el SIMA donde las personas mediadoras intentarán que alcancen un acuerdo.
En caso de que se produzca acuerdo, este quedará reflejado en la correspondiente acta, desplegando los efectos jurídicos acordes con la legitimación que tuvieran los firmantes.
Por el contrario, si no es posible el acuerdo, se consignará en un Acta de desacuerdo.
En caso de incomparecencia a la reunión de mediación, se levantará Acta de archivo de expediente (cuando la incomparecencia corresponda a la parte solicitante del procedimiento) o de Intentado sin efecto (si quien no hubiera comparecido fuera la parte frente a la que se iniciara el procedimiento).
En caso de desacuerdo o de intentado sin efecto, quedará expedita la vía judicial.

## El arbitraje
Si hay acuerdo entre las distintas representaciones enfrentadas, podrá iniciarse un procedimiento de arbitraje mediante la suscripción del correspondiente compromiso arbitral. Mediante el arbitraje, un tercero imparcial (el árbitro) resolverá el conflicto planteado.
En el compromiso arbitral deberá constar la identificación de las partes, del conflicto suscitado y de la persona que se propone para dirimir el mismo. Además deberá hacerse constar el plazo máximo para dictar el laudo. En el supuesto de que este no constara, será de diez días hábiles desde la aceptación del árbitro o árbitra.

## Supuesto especial de huelga
Cuando se prevé convocar una huelga que afecte a centros de trabajo ubicados en más de una Comunidad Autónoma debe, con carácter previo, instarse una mediación ante el SIMA. La mediación tiene una duración máxima en estos casos de 72 horas hábiles desde su inicio.
En la solicitud de mediación, aparte de los requisitos generales, debe consignarse la fecha prevista para el inicio de la huelga, su objeto y las gestiones realizadas para evitarla. Una vez solicitada la mediación ante el SIMA-FSP podrá presentarse la convocatoria de huelga.

## Novedades del VI ASAC
En este Acuerdo se  hace  un  llamamiento por primera vez  a  la  autonomía  colectiva,  tanto  para  la promoción de la negociación como para prevenir las controversias, a petición de ambas partes. Además,  se  extiende  el  ámbito  personal  del  Acuerdo a  las  empleadas  y  empleados públicos de la Administración General del Estado y demás entidades de derecho público que dependen de ella; así como a los autónomos económicamente dependientes. También se incorporan novedades en la gestión de los procedimientos específicos en los supuestos de huelga para dar una oportunidad real a la mediación. Asimismo, se fortalece la lista de personas mediadoras a través de un modelo formativo común, -en  el  que  se  aspira  a  avanzar  con  el  resto  de  organismos  autonómicos-;  se  articulan vías para agilizar la designación, facilitando la mediación unipersonal y criterios para los casos de recusación, todo ello en aras de la necesaria neutralidad y del aumento de la confianza de las partes en el sistema; y se propugna un código ético de conducta para la  mediación  y  el  arbitraje  como  eje  sobre  el  que  se  asienta  la  actuación  de  los mediadores. El VI ASAC se ha suscrito con vocación de servir de referencia a los distintos sistemas de   solución   autónoma   de   conflictos   laborales   que   pudieran   acordarse   a   nivel autonómico, sectorial, de empresa, grupo de empresas o empresas vinculadas. 